# Verwaltungsgemeinschaft Quedlinburg
In der Verwaltungsgemeinschaft waren im sachsen-anhaltischen Landkreis Quedlinburg die Gemeinde Westerhausen und die Stadt Quedlinburg  zusammengeschlossen. Verwaltungssitz war Quedlinburg. Am 1. Januar 2004 wurde sie aufgelöst, indem Westerhausen in die Verwaltungsgemeinschaft Thale eingegliedert und Quedlinburg Einheitsgemeinde wurde.